# Gypsophila leioclada
Gypsophila leioclada är en nejlikväxtart som beskrevs av Karl Heinz Rechinger. Gypsophila leioclada ingår i släktet slöjor, och familjen nejlikväxter. Inga underarter finns listade i Catalogue of Life.